# هنری تیلور (راننده مسابقه)
هنری تیلور (انگلیسی: Henry Taylor؛ زادهٔ ۱۶ دسامبر ۱۹۳۲ در شفورد، بدفوردشر، درگذشتهٔ ۲۴ اکتبر ۲۰۱۳ در ولوری) رانندهٔ مسابقات اتومبیل‌رانی فرمول یک اهل بریتانیا بود که از فصل ۱۹۵۹ تا ۱۹۶۱ در مجموع در یازده گراند پری شرکت کرد.
او در طول دوران فعالیت خود در فرمول یک، ۳ امتیاز را به نام خود به‌ثبت رساند.
تیلور در ۲۴ اکتبر ۲۰۱۳ بر اثر یک دورهٔ طولانی ابتلا به بیماری در ولوری درگذشت.